# Legienstraße (metropolitana di Amburgo)
La stazione di Legienstraße è una stazione della metropolitana di Amburgo, sulle linea U2 e U4.
Si tratta di una stazione di superficie, situata nel quartiere di Hamburg-Mitte ed è stata inaugurata il 24 settembre 1967.